# Incisión fluvial

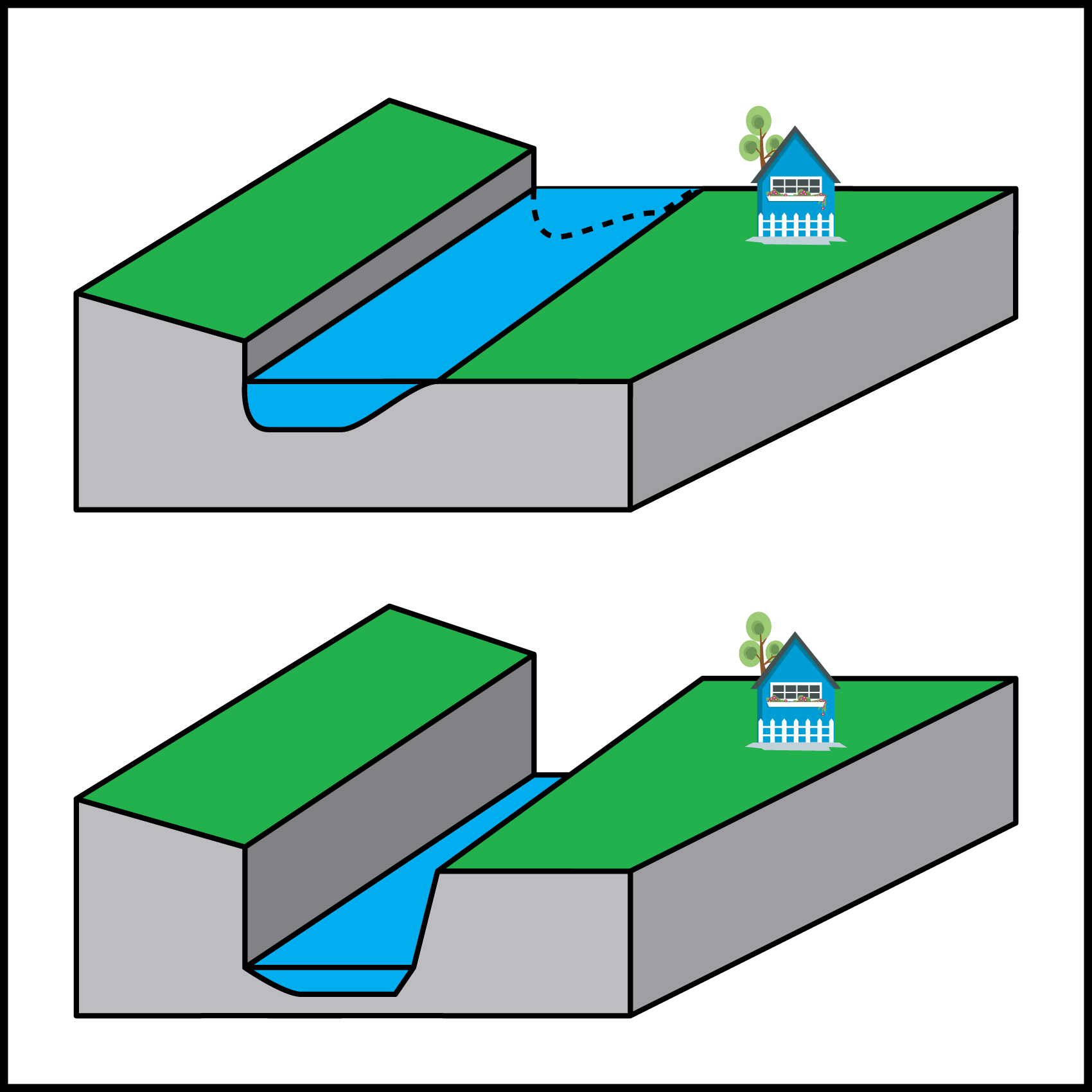
Esquema de un río incisionando en roca (color gris). La imagen de arriba muestra la etapa previa a la incisión y la de abajo una etapa cuando ya ha habido una incissión de varios metros.

La incisión fluvial es la erosión fluvial hacia abajo que corta o disecta el paisaje. Al rebajar la altura del canal fluvial la incisión fluvial puede originar terraza aluviales a partir de antiguas llanuras de inundación, abanico aluviales o deltas fluviales. La tasa de incisión, es decir la tasa de rebaje del fondo de un curso de agua, puede variar desde metros por millón de años a escalas de centímetros por años. La tasa de incisión en un curso de agua suele estar relacionada con factores como el clima, la tectónica, la litología y la topografía. La incisión fluvial se puede dar en respuesta a un alzamiento tectónico en el caso cual puede ir acompañado de la migración río arriba de un knickpoint.

## Modelo de incisión según fuerza de caudal
La tasa de insición fluvial se suele estimar con la siguiente fórmula llamada modelo de incisión según fuerza de caudal (o SPIM por sus siglas en inglés: stream power incision model):
E = ks Am Sn
Donde E es la tasa de incisción vertical expresada como la distancia erosionada en una unidad de tiempo. ks es un coeficiente de erosión, A es el área de la cuenca hidrográfica río arriba del punto que se investiga y S es la gradiente del curso de agua. m y n son constantes que reflejan el tipo de erosión, la hidráulica del cauce y la hidrología de la cuenca. Si se obvia la influencia de los knickpoints se puede considerar m como 1 y n como 2 para la mayoría de los casos.